# Società Sportiva Lazio 1958-1959
Questa voce raccoglie le informazioni riguardanti la Società Sportiva Lazio nelle competizioni ufficiali della stagione 1958-1959.

## Stagione
La Lazio si classificò all'undicesimo posto nella Serie A 1958-1959 con 30 punti. 
Il 24 settembre 1958, allo Stadio Olimpico di Roma, la squadra vinse la finale di Coppa Italia battendo la Fiorentina per 1-0.

## Organigramma societario
Area direttiva
- Presidente: Leonardo Siliato

Area tecnica
- Allenatore: Fulvio Bernardini
- Vice allenatori: Mario Caciagli, Alfredo Monza

## Rosa
| N. |                   | Ruolo | Calciatore         |
| -- | ----------------- | ----- | ------------------ |
|    | Italia (bandiera) | P     | Idilio Cei         |
|    | Italia (bandiera) | P     | Luciano Giglietti  |
|    | Italia (bandiera) | P     | Roberto Lovati     |
|    | Italia (bandiera) | D     | Mario Colombo      |
|    | Italia (bandiera) | D     | Giacomo Del Gratta |
|    | Italia (bandiera) | D     | Giovanni Di Veroli |
|    | Italia (bandiera) | D     | Adelmo Eufemi      |
|    | Italia (bandiera) | D     | Visconti Follador  |
|    | Italia (bandiera) | D     | Francesco Janich   |
|    | Italia (bandiera) | D     | Nicola Lo Buono    |
|    | Italia (bandiera) | D     | Giovanni Molino    |
|    | Italia (bandiera) | D     | Alfredo Napoleoni  |
|    | Italia (bandiera) | D     | Umberto Pinardi    |
|    | Italia (bandiera) | C     | Natale Borsani     |
|    | Italia (bandiera) | C     | Giorgio Bravi      |
|    | Italia (bandiera) | C     | Paolo Carosi       |
|    | Italia (bandiera) | C     | Franco Carradori   |

| N. |                    | Ruolo | Calciatore         |
| -- | ------------------ | ----- | ------------------ |
|    | Italia (bandiera)  | C     | Dante Castellazzi  |
|    | Italia (bandiera)  | C     | Giovanni Costariol |
|    | Italia (bandiera)  | C     | Bruno Franzini     |
|    | Italia (bandiera)  | C     | Egidio Fumagalli   |
|    | Italia (bandiera)  | C     | Arnaldo Lucentini  |
|    | Italia (bandiera)  | C     | Antonio Mattioli   |
|    | Italia (bandiera)  | C     | Luigi Moltrasio    |
|    | Italia (bandiera)  | C     | Ugo Pozzan         |
|    | Italia (bandiera)  | C     | Venanzio Severini  |
|    | Italia (bandiera)  | C     | Carlo Tagnin       |
|    | Italia (bandiera)  | A     | Claudio Bizzarri   |
|    | Italia (bandiera)  | A     | Renzo Burini       |
|    | Italia (bandiera)  | A     | Nicola Chiricallo  |
|    | Italia (bandiera)  | A     | Enzo Guarniero     |
|    | Italia (bandiera)  | A     | Maurilio Prini     |
|    | Brasile (bandiera) | A     | Humberto Tozzi     |

## Calciomercato
| Acquisti | Acquisti           | Acquisti     | Acquisti   |
| R.       | Nome               | da           | Modalità   |
| -------- | ------------------ | ------------ | ---------- |
| P        | Idilio Cei         | Foligno      | definitivo |
| D        | Giacomo Del Gratta | Zenit Modena | definitivo |
| D        | Visconti Follador  | Pro Cisterna | definitivo |
| D        | Francesco Janich   | Atalanta     | definitivo |
| C        | Paolo Carosi       | Tivoli       | definitivo |
| C        | Giovanni Costariol | Roma         | definitivo |
| C        | Bruno Franzini     | Genoa        | definitivo |
| C        | Egidio Fumagalli   | Novese       | definitivo |
| C        | Carlo Tagnin       | Alessandria  | definitivo |
| A        | Claudio Bizzarri   | Fiorentina   | definitivo |
| A        | Maurilio Prini     | Fiorentina   | definitivo |

| Cessioni | Cessioni           | Cessioni      | Cessioni      |
| R.       | Nome               | a             | Modalità      |
| -------- | ------------------ | ------------- | ------------- |
| P        | Nicola Giannisi    | Foggia        | definitivo    |
| P        | Nello Orlandi      | Reggiana      | definitivo    |
| D        | Mario Colombo      | Pro Patria    | definitivo    |
| D        | Giovanni Di Veroli |               | fine carriera |
| D        | Alfredo Napoleoni  | Catania       | prestito      |
| C        | Luigi Fuin         | Juventus      | definitivo    |
| C        | Arnaldo Lucentini  | Catanzaro     | definitivo    |
| A        | Brunello Cocciuti  | Sarom Ravenna | definitivo    |
| A        | Clemente Mattei    | Catania       | prestito      |
| A        | Nicola Menichelli  | Barletta      | prestito      |
| A        | Ermes Muccinelli   | Juventus      | definitivo    |
| A        | Arne Selmosson     | Roma          | definitivo    |
| A        | Pasquale Vivolo    | Genoa         | definitivo    |

## Risultati

### Serie A

#### Girone di andata
| Arbitro: | Angelini (Firenze) |

|           |           |  |
| Prini 28’ | Marcatori |  |

| Arbitro: | Ferrari (Milano) |

|           |           |  |
| Menti 15’ | Marcatori |  |

| Arbitro: | Campanati (Milano) |

|              |           |           |
| Montuori 24’ | Marcatori | 41’ Tozzi |

| Arbitro: | Famulari (Messina) |

|            |           |               |
| Pozzan 43’ | Marcatori | 16’ Pentrelli |

| Arbitro: | Liverani (Torino) |

|  |           |                          |
|  | Marcatori | 2’, 85’ Prini 64’ Tagnin |

| Roma 26 ottobre 1958 6ª giornata | Lazio            | 0 – 0 referto | Napoli | Stadio Olimpico\| Arbitro: \| Jonni (Macerata) \| |
| Arbitro:                         | Jonni (Macerata) |               |        |                                                   |

| Arbitro: | De Marchi (Pordenone) |

|                               |           |                             |
| Cappa 57’ (rig.) Bredesen 78’ | Marcatori | 23’ Carradori 49’ Fumagalli |

| Arbitro: | Lo Bello (Siracusa) |

|                         |           |  |
| Carradori 55’ Tozzi 90’ | Marcatori |  |

| Arbitro: | Liverani (Torino) |

|                             |           |  |
| Szőke 50’ Bresolin 77’, 88’ | Marcatori |  |

| Arbitro: | Rigato (Mestre) |

|            |           |                                |
| Pozzan 25’ | Marcatori | 9’ Selmosson 51’, 65’ Da Costa |

| Arbitro: | Jonni (Macerata) |

|  |           |                        |
|  | Marcatori | 53’ Bizzarri 75’ Tozzi |

| Arbitro: | Butti (Como) |

|                |           |              |
| Tozzi 78’, 80’ | Marcatori | 45’ Pascutti |

| Arbitro: | Bonetto (Torino) |

|                                              |           |  |
| Altafini 17’, 57’ Danova 27’, 75’ Grillo 90’ | Marcatori |  |

| Arbitro: | Marchese (Frattamaggiore) |

|                             |           |             |
| Brighenti 41’, 66’ Moro 88’ | Marcatori | 2’ Franzini |

| Arbitro: | Rigato (Mestre) |

|                             |           |                                          |
| Burini 49’ (rig.) Tozzi 73’ | Marcatori | 10’, 53’ Leoni 35’ Dal Monte 56’ Barison |

| Arbitro: | Lo Bello (Siracusa) |

|                                                            |           |              |
| Sívori 10’, 87’ Nicolè 30’, 80’ Stivanello 35’ Colombo 54’ | Marcatori | 16’ Bizzarri |

| Arbitro: | Marchese (Frattamaggiore) |

|           |           |                           |
| Tozzi 88’ | Marcatori | 6’ Lindskog 77’ Angelillo |

#### Girone di ritorno
| Arbitro: | Famulari (Messina) |

|                 |           |                      |
| Cucchiaroni 21’ | Marcatori | 42’ Tozzi 59’ Burini |

| Arbitro: | Rebuffo (Milano) |

|  |           |                   |
|  | Marcatori | 49’ (aut.) Molino |

| Roma 15 febbraio 1959 20ª giornata | Lazio               | 0 – 0 referto | Fiorentina | Stadio Olimpico\| Arbitro: \| Lo Bello (Siracusa) \| |
| Arbitro:                           | Lo Bello (Siracusa) |               |            |                                                      |

| Arbitro: | Campanati (Milano) |

|                                                 |           |           |
| Janich 22’ (aut.) Medeot 48’, 87’ Pentrelli 57’ | Marcatori | 16’ Bravi |

| Arbitro: | Pieri (Trieste) |

|                                        |           |  |
| Tozzi 31’, 65’ Molino 40’ Bizzarri 75’ | Marcatori |  |

| Arbitro: | Ubezio (Novara) |

|                |           |           |
| Di Giacomo 52’ | Marcatori | 14’ Tozzi |

| Arbitro: | Rigato (Mestre) |

|                                    |           |                               |
| Tozzi 4’, 10’ Carradori 38’ (rig.) | Marcatori | 70’ Catalano 89’ (rig.) Conti |

| Arbitro: | Mori (Cremona) |

|               |           |  |
| Bertoloni 24’ | Marcatori |  |

| Arbitro: | Ferrari (Milano) |

|                                   |           |            |
| Bravi 52’ Costariol 56’ Tozzi 79’ | Marcatori | 77’ Tortul |

| Arbitro: | Bonetto (Torino) |

|                                         |           |  |
| Lojodice 22’ Selmosson 81’ Da Costa 88’ | Marcatori |  |

| Arbitro: | Jonni (Macerata) |

|  |           |                       |
|  | Marcatori | 5’ Dorigo 44’ Moriggi |

| Arbitro: | De Robbio (Torre Annunziata) |

|              |           |               |
| Pascutti 39’ | Marcatori | 82’ Fumagalli |

| Roma 17 maggio 1959 30ª giornata | Lazio            | 0 – 0 referto | Milan | Stadio Olimpico\| Arbitro: \| Bonetto (Torino) \| |
| Arbitro:                         | Bonetto (Torino) |               |       |                                                   |

| Arbitro: | Liverani (Torino) |

|              |           |                     |
| Franzini 65’ | Marcatori | 5’ (aut.) Carradori |

| Genova 28 maggio 1959 32ª giornata | Genoa          | 0 – 0 referto | Lazio | Stadio Luigi Ferraris\| Arbitro: \| Righi (Milano) \| |
| Arbitro:                           | Righi (Milano) |               |       |                                                       |

| Arbitro: | Groppi |

|                    |           |  |
| Corradi 37’ (aut.) | Marcatori |  |

| Arbitro: | Babini (Ravenna) |

|                                              |           |  |
| Firmani 22’ Rizzolini 34’ Angelillo 56’, 65’ | Marcatori |  |

### Coppa Italia (edizione 1958)

#### Fase a gironi
| Arbitro: | Grillo (Napoli) |

|                                                     |           |              |
| Burini 11’ (rig.), 58’ Tozzi 29’, 43’ Napoleoni 54’ | Marcatori | 75’ Vernazza |

| Arbitro: | Lo Bello (Siracusa) |

|                           |           |                    |
| Tozzi 16’, 32’ Tagnin 47’ | Marcatori | 80’ (aut.) Colombo |

| Arbitro: | Annoscia (Bari) |

|                           |           |                             |
| Da Costa 26’ Lojodice 57’ | Marcatori | 10’, 48’ Tozzi 69’ Bizzarri |

| Arbitro: | Angelini (Firenze) |

|                         |           |                      |
| Cecchi 12’ Malavasi 21’ | Marcatori | 14’ Tozzi 36’ Burini |

| Arbitro: | Lo Bello (Siracusa) |

|  |           |                                                |
|  | Marcatori | 13’ (rig.), 42’ Burini 18’ Pozzan 59’ Bizzarri |

| Arbitro: | Marchese (Frattamaggiore) |

|           |           |              |
| Tozzi 32’ | Marcatori | 48’ Da Costa |

#### Fase finale
| Arbitro: | Marchese (Frattamaggiore) |

|                         |           |             |
| Fumagalli 13’ Tozzi 32’ | Marcatori | 24’ Rovatti |

| Arbitro: | Lo Bello (Siracusa) |

|                         |           |  |
| Tozzi 55’ Fumagalli 75’ | Marcatori |  |

| Arbitro: | Marchese (Frattamaggiore) |

|           |           |  |
| Prini 30’ | Marcatori |  |

### Coppa Italia (edizione 1958-1959)

#### Fase finale
| Arbitro: | De Robbio (Torre Annunziata) |

|                                  |           |  |
| Tozzi 42’, 82’ Spaghi 60’ (aut.) | Marcatori |  |

| Arbitro: | Liverani (Torino) |

|  |           |               |
|  | Marcatori | 65’ Angelillo |

## Statistiche

### Statistiche di squadra
| Competizione           | Punti | In casa | In casa | In casa | In casa | In casa | In casa | In trasferta | In trasferta | In trasferta | In trasferta | In trasferta | In trasferta | Totale | Totale | Totale | Totale | Totale | Totale | DR  |
| Competizione           | Punti | G       | V       | N       | P       | Gf      | Gs      | G            | V            | N            | P            | Gf           | Gs           | G      | V      | N      | P      | Gf     | Gs     | DR  |
| ---------------------- | ----- | ------- | ------- | ------- | ------- | ------- | ------- | ------------ | ------------ | ------------ | ------------ | ------------ | ------------ | ------ | ------ | ------ | ------ | ------ | ------ | --- |
| Serie A                | 30    | 17      | 7       | 5       | 5       | 22      | 18      | 17           | 3            | 5            | 9            | 15           | 36           | 34     | 10     | 10     | 14     | 37     | 54     | -17 |
| Coppa Italia 1958      | 10    | 6       | 5       | 1       | 0       | 14      | 4       | 3            | 2            | 1            | 0            | 9            | 4            | 9      | 7      | 2      | 0      | 23     | 8      | +15 |
| Coppa Italia 1958-1959 |       | 2       | 1       | 0       | 1       | 3       | 1       | 0            | 0            | 0            | 0            | 0            | 0            | 2      | 1      | 0      | 1      | 3      | 1      | +2  |
| Campionato Cadetti     | 27    | 10      | 9       | 1       | 0       | 26      | 7       | 10           | 2            | 4            | 4            | 7            | 11           | 20     | 11     | 5      | 4      | 33     | 18     | +15 |
| Totale                 |       | 35      | 22      | 7       | 6       | 65      | 30      | 30           | 7            | 10           | 13           | 31           | 51           | 65     | 29     | 17     | 19     | 96     | 81     | +15 |

### Statistiche dei giocatori
Nel conteggio delle reti realizzate si aggiunga un'autorete a favore in campionato, un'autorete a favore in Coppa Italia 1958-1959 e quattro autoreti a favore nel Campionato Cadetti.
| Giocatore      | Serie A  | Serie A | Coppa Italia (1958) | Coppa Italia (1958) | Coppa Italia (1958-1959) | Coppa Italia (1958-1959) | Campionato Cadetti | Campionato Cadetti | Totale   | Totale |
| Giocatore      | Presenze | Reti    | Presenze            | Reti                | Presenze                 | Reti                     | Presenze           | Reti               | Presenze | Reti   |
| -------------- | -------- | ------- | ------------------- | ------------------- | ------------------------ | ------------------------ | ------------------ | ------------------ | -------- | ------ |
| C. Bizzarri    | 25       | 3       | 9                   | 2                   | 1                        | 0                        | 2                  | 1                  | 37       | 6      |
| N. Borsani     | -        | -       | -                   | -                   | -                        | -                        | -                  | -                  | -        | -      |
| G. Bravi       | 11       | 2       | -                   | -                   | 1                        | 0                        | 11                 | 4                  | 23       | 6      |
| R. Burini      | 9        | 2       | 6                   | 5                   | 2                        | 0                        | 7                  | 0                  | 24       | 7      |
| P. Carosi      | 4        | 0       | -                   | -                   | 2                        | 0                        | 16                 | 0                  | 22       | 0      |
| F. Carradori   | 32       | 3       | 9                   | 0                   | 1                        | 0                        | -                  | -                  | 42       | 3      |
| D. Castellazzi | -        | -       | 1                   | 0                   | -                        | -                        | 9                  | 0                  | 10       | 0      |
| I. Cei         | 8        | -9      | 2                   | -2                  | 1                        | -1                       | 14                 | -10                | 25       | -22    |
| N. Chiricallo  | 1        | 0       | -                   | -                   | 2                        | 0                        | 18                 | 4                  | 21       | 4      |
| G. Costariol   | 8        | 1       | -                   | -                   | -                        | -                        | 17                 | 2                  | 25       | 3      |
| M. Colombo     | -        | -       | 3                   | 0                   | -                        | -                        | -                  | -                  | 3        | 0      |
| G. Del Gratta  | 13       | 0       | 2                   | 0                   | 1                        | 0                        | 14                 | 0                  | 30       | 0      |
| G. Di Veroli   | -        | -       | 2                   | 0                   | -                        | -                        | -                  | -                  | 2        | 0      |
| C. Dodi        | -        | -       | -                   | -                   | -                        | -                        | 1                  | 0                  | 1        | 0      |
| A. Eufemi      | 12       | 0       | -                   | -                   | 2                        | 0                        | 7                  | 0                  | 21       | 0      |
| V. Follador    | 1        | 0       | -                   | -                   | -                        | -                        | 14                 | 0                  | 15       | 0      |
| B. Franzini    | 17       | 2       | -                   | -                   | 2                        | 0                        | 9                  | 1                  | 28       | 3      |
| E. Fumagalli   | 17       | 2       | 7                   | 2                   | -                        | -                        | 3                  | 1                  | 27       | 5      |
| N. Giannisi    | -        | -       | -                   | -                   | -                        | -                        | 3                  | -0                 | 3        | -0     |
| L. Giglietti   | -        | -       | 1                   | -0                  | -                        | -                        | 3                  | -3                 | 4        | -3     |
| E. Guarniero   | -        | -       | -                   | -                   | 1                        | 0                        | 16                 | 6                  | 17       | 6      |
| F. Janich      | 32       | 0       | 3                   | 0                   | 1                        | 0                        | 1                  | 1                  | 37       | 1      |
| S. Joan        | -        | -       | -                   | -                   | -                        | -                        | 12                 | 4                  | 12       | 4      |
| N. Lo Buono    | 30       | 0       | 8                   | 0                   | 1                        | 0                        | 1                  | 0                  | 40       | 0      |
| R. Lovati      | 26       | -45     | 7                   | -6                  | 1                        | -0                       | 3                  | -5                 | 37       | -56    |
| A. Lucentini   | -        | -       | -                   | -                   | -                        | -                        | 11                 | 0                  | 11       | 0      |
| A. Mattioli    | -        | -       | -                   | -                   | -                        | -                        | -                  | -                  | -        | -      |
| G. Mezzetti    | -        | -       | -                   | -                   | -                        | -                        | 3                  | 1                  | 3        | 1      |
| G. Molino      | 12       | 1       | -                   | -                   | 1                        | 0                        | 5                  | 0                  | 18       | 1      |
| V. Montoci     | -        | -       | -                   | -                   | -                        | -                        | -                  | -                  | -        | -      |
| L. Moltrasio   | 1        | 0       | -                   | -                   | -                        | -                        | -                  | -                  | 1        | 0      |
| R. Moroni      | -        | -       | -                   | -                   | -                        | -                        | 1                  | 0                  | 1        | 0      |
| A. Napoleoni   | -        | -       | 2                   | 0                   | -                        | -                        | -                  | -                  | 2        | 0      |
| P. Pagni       | -        | -       | -                   | -                   | -                        | -                        | 12                 | 0                  | 12       | 0      |
| U. Pinardi     | 2        | 0       | 8                   | 0                   | -                        | -                        | 7                  | 0                  | 17       | 0      |
| U. Pozzan      | 24       | 2       | 8                   | 1                   | -                        | -                        | -                  | -                  | 32       | 3      |
| M. Prini       | 26       | 3       | 9                   | 1                   | -                        | -                        | -                  | -                  | 35       | 4      |
| F. Riccioni    | -        | -       | -                   | -                   | -                        | -                        | 4                  | 0                  | 4        | 0      |
| N. Ruggiero    | -        | -       | -                   | -                   | -                        | -                        | 3                  | 1                  | 3        | 1      |
| V. Santini     | -        | -       | -                   | -                   | -                        | -                        | 2                  | 0                  | 2        | 0      |
| V. Severini    | 1        | 0       | -                   | -                   | -                        | -                        | 11                 | 2                  | 12       | 2      |
| C. Tagnin      | 29       | 1       | 6                   | 1                   | 1                        | 0                        | -                  | -                  | 36       | 2      |
| H. Tozzi       | 33       | 14      | 9                   | 10                  | 1                        | 2                        | -                  | -                  | 43       | 26     |

## Riserve
La squadra riserve della Lazio ha disputato nella stagione 1958-1959 il Campionato Cadetti.

### Rosa
| N. |                   | Ruolo | Calciatore         |
| -- | ----------------- | ----- | ------------------ |
|    | Italia (bandiera) | P     | Idilio Cei         |
|    | Italia (bandiera) | P     | Nicola Giannisi    |
|    | Italia (bandiera) | P     | Luciano Giglietti  |
|    | Italia (bandiera) | P     | Roberto Lovati     |
|    | Italia (bandiera) | D     | Giacomo Del Gratta |
|    | Italia (bandiera) | D     | Carlo Dodi         |
|    | Italia (bandiera) | D     | Adelmo Eufemi      |
|    | Italia (bandiera) | D     | Visconti Follador  |
|    | Italia (bandiera) | D     | Francesco Janich   |
|    | Italia (bandiera) | D     | Nicola Lo Buono    |
|    | Italia (bandiera) | D     | Giovanni Molino    |
|    | Italia (bandiera) | D     | Vinicio Montoci    |
|    | Italia (bandiera) | D     | Umberto Pinardi    |
|    | Italia (bandiera) | D     | Filiberto Riccioni |
|    | Italia (bandiera) | C     | Giorgio Bravi      |
|    | Italia (bandiera) | C     | Paolo Carosi       |
|    | Italia (bandiera) | C     | Dante Castellazzi  |

| N. |                   | Ruolo | Calciatore         |
| -- | ----------------- | ----- | ------------------ |
|    | Italia (bandiera) | C     | Giovanni Costariol |
|    | Italia (bandiera) | C     | Bruno Franzini     |
|    | Italia (bandiera) | C     | Egidio Fumagalli   |
|    | Italia (bandiera) | C     | Sandro Joan        |
|    | Italia (bandiera) | C     | Arnaldo Lucentini  |
|    | Italia (bandiera) | C     | Luigi Moltrasio    |
|    | Italia (bandiera) | C     | Roberto Moroni     |
|    | Italia (bandiera) | C     | Pierluigi Pagni    |
|    | Italia (bandiera) | C     | Nicola Ruggiero    |
|    | Italia (bandiera) | C     | Venanzio Severini  |
|    | Italia (bandiera) | A     | Claudio Bizzarri   |
|    | Italia (bandiera) | A     | Renzo Burini       |
|    | Italia (bandiera) | A     | Nicola Chiricallo  |
|    | Italia (bandiera) | A     | Enzo Guarniero     |
|    | Italia (bandiera) | A     | Giovanni Mezzetti  |
|    | Italia (bandiera) | A     | Vittorio Santini   |